# Larinia elegans
Larinia elegans är en spindelart som beskrevs av Sergei Aleksandrovich Spassky 1939. Larinia elegans ingår i släktet Larinia och familjen hjulspindlar. Inga underarter finns listade i Catalogue of Life.